# Prévôté du 8e arrondissement de Budapest
La Prévôté du 8e arrondissement de Budapest (en hongrois : Budapest VIII. kerületi elöljáróság) est un édifice situé dans le 8e arrondissement de Budapest. Ancien siège du prévôt, il abrite désormais la collectivité d'arrondissement, dont le cabinet du bourgmestre. 